# Valavanur
Valavanur är en ort i Indien.   Den ligger i distriktet Villupuram och delstaten Tamil Nadu, i den södra delen av landet, 1 900 km söder om huvudstaden New Delhi. Valavanur ligger 34 meter över havet och antalet invånare är 14 463.
Terrängen runt Valavanur är mycket platt. Runt Valavanur är det mycket tätbefolkat, med 1 411 invånare per kvadratkilometer. Närmaste större samhälle är Viluppuram, 10,0 km väster om Valavanur. Trakten runt Valavanur består till största delen av jordbruksmark.